# 廖国勋
廖国勋（1963年2月9日—2022年4月27日），四川成都人，男，土家族，中华人民共和国政治人物。1983年8月参加工作，1983年7月加入中国共产党，贵阳师范学院（现贵州师范大学）化学系化学专业毕业，中共中央党校政治经济学专业在职研究生学历。曾任中共贵州省委常委、省委秘书长，中共浙江省委常委、省纪委书记，中共上海市委常委、市纪委书记、市委副书记，中共天津市委副书记、市长等职务。2022年4月27日，中共天津市委副书记、市长廖国勋因故去世，终年59岁。

## 生平

### 早年
1979年9月，廖国勋考入贵阳师范学院（现贵州师范大学）化学系化学专业学习。1983年8月，大学毕业后的廖国勋，被分配到贵州省黔东南州凯里市四中工作，先后担任教师、团委副书记。1985年3月，他调入贵州省黔东南州民族管理学校，担任教师、校团委书记。1986年1月，调入中共黔东南州委组织部，开启从政生涯。

### 贵州省
1986年3月至1987年1月，初入州委组织部的廖国勋参加州直赴台江县扶贫工作队，挂职任良田乡党委副书记。1987年8月起，他先后任贵州省黔东南州委组织部秘书科副科长、知工办副主任。1990年11月，任贵州省黔东南州委组织部知工办主任。1992年4月至1993年4月，挂职任贵州省委组织部知工办主任科员。1993年8月，任贵州省委组织部办公室主任科员；1994年11月，任贵州省委组织部办公室副处级巡视员。1997年1月，升任干部调配处副处长。1997年4月，明确为正处级。
1998年12月，廖国勋调离组织系统，任贵州省委办公厅秘书三处处长。2001年12月，任贵州省委副秘书长、办公厅秘书三处处长。2004年2月，任贵州省委副秘书长。其间，2000年9月至2003年7月，他在中共中央党校在职研究生班政治经济学专业学习；2004年9月至2005年1月，在中央党校选调生班学习。在省委办公厅工作期间，廖国勋先后服务刘方仁、钱运录、石宗源三位省委书记。2007年6月，廖国勋外放升任铜仁地委副书记、行署专员。次年5月，升任铜仁地委书记，铜仁军分区党委第一书记。2011年12月，铜仁撤地设市，廖国勋任新组建的铜仁市委书记。上任铜仁市委书记后，廖国勋大力推动干部作风转变和效能提高，建立风险评估机制，构建起“三位一体”的“民情快车”工作平台。
2012年4月，廖国勋在贵州省委十一届一次全会上，当选中共贵州省委常委，晋升副部级。7月兼任省委秘书长，先后与栗战书、赵克志两位省委书记共事。

### 浙江省
2015年4月，廖国勋离开贵州，调任中共浙江省委常委、组织部部长，时任省委书记为夏宝龙。

### 上海市
2016年12月，廖国勋转任中共上海市委常委、市纪委书记。2018年1月28日，经上海市人民代表大会选举为首位上海市监察委员会主任。2018年2月24日，当选为第十三届全国人大代表。
2020年2月28日，任中共上海市委副书记。3月，兼任市委政法委书记、市委党校校长。3月23日，不再担任上海市监察委员会主任职务。4月，兼任中国浦东干部学院第一副院长。

### 天津市
2020年8月31日，廖国勋离开上海任天津市委副书记，提名为市长候选人。9月3日，天津市第十七届人民代表大会常务委员会第二十二次会议决定任命廖国勋为天津市副市长、代理市长。9月16日，天津市第十七届人民代表大会第四次会议任命廖国勋为天津市市长。
2022年4月27日，廖国勋因突发疾病（一说自杀）抢救无效逝世，享年59岁；消息於翌日傍晚在天津日報微信公眾號公佈，訃聞十分簡短，廖国勋最後一次公開露面是在逝世前三天出席天津市深入打好污染防治攻坚战工作会议並發言。廖国勋死后，天津官方低调处理相关后事，引发外界对其“非正常死亡”的揣测。